# WORLD OF FANTASY
『WORLD OF FANTASY』（ワールド・オブ・ファンタジー）は、2011年5月25日にヤマハミュージックコミュニケーションズより発売されたcapsuleの12枚目（ベストアルバムを含むと13枚目）のオリジナルアルバムである。なお、この項目では2021年11月20日に発売された本アルバムのリマスター版『WORLD OF FANTASY (2021 Remaster)』についても記述する。
2012年2月に行われた次作『STEREO WORXXX』のインタビューにおいて中田は、本作で「“スピーカーから出てくる音がカッコよければいい”という“capsuleにしかできないこと”を多少なりとも掴めたという感覚があった」と答えている。

## 背景について
前作『PLAYER』より約1年3か月ぶりのアルバムとなった。
当初『KILLER WAVE』（キラー・ウェーブ）というタイトルで同年3月23日に発売予定で、収録曲やジャケット写真、リリースツアーを発表していたが、発売予定日の12日前に発生した東北地方太平洋沖地震の影響により発売延期され、タイトルも「WORLD OF FANTASY」に変更された。

尚、何らかの事情で改題前のタイトルのまま発売時に流通したものがある。発売から約11年が経過した2022年1月時点でもごく稀に中古市場やネットオークションなどで入手できる場合がある。

## 制作について
短期間で集中して制作され、中田はcapsuleの「自分が好きな音楽をやっていく」というコンセプトの純度をもっと上げていこうと「アルバムを作る」という気持ちが強かった、と語っている。

## ミュージック・ビデオについて

### WORLD OF FANTASY

#### 内容について
夜の東京の街を上下左右にシンメトリーに表現されていて、浮遊感溢れる。
こしじまが運転するランボルギーニ・ガヤルドは時速1,000kmの「FLY MODE」に突入し、東京の夜空をハイスピードで駆け抜けていく。
こしじまがビルに映っていたり、中田ヤスタカやCDジャケットなども散りばめられている。

#### 制作について
映像作家・谷篤が監督、編集、合成、コンピュータグラフィックスの大部分を務めた。「シティハンター的という中田から提案されたイメージと、曲の持つ疾走感と浮遊感を、首都高というロケーションで表現しようと考えた」と語っている。そのため、カメラの揺れを抑えることのできるレンタカーの車種選びでも試行錯誤した。 
使用したカメラはソニーのPMW-F3で、フロントガラス越しに助手席から撮影。ドライブのシーン以外にも、こしじまを出演させたいという谷の思いからスタジオで運転しているシーンとリップシンクを別途撮影、合成された。

## 楽曲について
11.WORLD OF FANTASY MIX
iTunes Storeアルバム購入特典としてリリースされた。1.OPEN THE GATEから、10.CLOSE THE GATEまでの収録曲のメガミックス。
本作収録曲は全て128bpmに設定されている他、全て歌詞が英語である。

## タイアップについて
- カロッツェリア（パイオニア）『サイバーナビ』CMソング（#2[14]）
- バンタンデザイン研究所CMソング（#9[6]）

## パッケージについて
- 初回盤：2CD
- 通常盤：CD

前作同様、初回盤（品番：YCCC-10019/B）と通常盤（品番：YCCC-10020）の2形態でリリースされ、初回盤には本作収録曲のExtended-mixが収録されたボーナスディスクが付く。

## 収録曲について
※#2から#4までは音が繋がっている。
全作詞・作編曲：中田ヤスタカ
| #         | タイトル                  | 作詞  | 作曲・編曲 | 時間 |
| --------- | ------------------------- | ----- | ---------- | ---- |
| 1.        | 「OPEN THE GATE」         |       |            | 1:27 |
| 2.        | 「WORLD OF FANTASY」      |       |            | 6:11 |
| 3.        | 「I JUST WANNA XXX YOU」  |       |            | 4:15 |
| 4.        | 「STRIKER」               |       |            | 5:54 |
| 5.        | 「KEEP HOPE ALIVE」       |       |            | 4:05 |
| 6.        | 「I WILL」                |       |            | 5:37 |
| 7.        | 「WHAT iS LOVE」          |       |            | 5:32 |
| 8.        | 「I CANT SAY I LIKE YOU」 |       |            | 3:37 |
| 9.        | 「PRIME TIME」            |       |            | 5:42 |
| 10.       | 「CLOSE THE GATE」        |       |            | 1:34 |
| 合計時間: | 合計時間:                 | 43:58 |            |      |

| #   | タイトル                 | 作詞 | 作曲・編曲 | 時間 |
| --- | ------------------------ | ---- | ---------- | ---- |
| 11. | 「WORLD OF FANTASY MIX」 |      |            | 6:04 |

| #         | タイトル                            | 作詞  | 作曲・編曲 | 時間 |
| --------- | ----------------------------------- | ----- | ---------- | ---- |
| 1.        | 「WORLD OF FANTASY (Extended-mix)」 |       |            | 8:47 |
| 2.        | 「STRIKER (Extended-mix)」          |       |            | 6:56 |
| 合計時間: | 合計時間:                           | 15:43 |            |      |

## チャート成績について
オリコンチャート週間ランキング3位を獲得し、自身の最高位の記録（『PLAYER』：4位）を更新した。

## WORLD OF FANTASY (2021 Remaster)
『WORLD OF FANTASY (2021 Remaster)』は、2021年11月20日に発売されたCAPSULEの配信限定アルバムで、上記のアルバム『WORLD OF FANTASY』の収録曲がリマスターされて収録されている。なお、リマスター元アルバムのiTunes Storeボーナス・トラックの「WORLD OF FANTASY MIX」は収録されていない。

### 背景について
2021年8月に始動した、過去作品を、リマスター音源とビジュアライザーと共にオフィシャルYouTubeチャンネルに公開していく『CAPSULE アーカイブコレクション』という企画に伴って、リマスター音源配信第7弾として発売された。

### プロモーションについて
これまでのリマスターアルバムの発売前と違い、本アルバム発売前の日本時間2021年11月14日20時45分頃から11月19日23時59分まで、CAPSULEの公式YouTubeチャンネルにて、ビジュアライザー映像と共に、「WORLD OF FANTASY (2021 Remaster)」の一部から作成された新録のBGMや、パトロールカーなどのサイレンの音などが含まれた環境音が配信されていた。また、この配信では11月19日23時頃からは本アルバム発売までの1時間のカウントダウンが始まった他、約8分半前述の「WORLD OF FANTASY (2021 Remaster)」のBGMが止んでいた。

### リマスター前からの特出した変更点
8.I CANT SAY I LIKE YOU (2021 Remaster)から、9.PRIME TIME (2021 Remaster)への繋ぎ
リマスター前は音が間が空いていたが、本作では繋がっている。

### 収録曲について
※#2から#4まで、#8と#9はそれぞれ音が繋がっている。

全作詞・作編曲: 中田ヤスタカ
| #   | タイトル                                  | 作詞 | 作曲・編曲 | 時間 |
| --- | ----------------------------------------- | ---- | ---------- | ---- |
| 1.  | 「OPEN THE GATE (2021 Remaster)」         |      |            | 1:27 |
| 2.  | 「WORLD OF FANTASY (2021 Remaster)」      |      |            | 6:11 |
| 3.  | 「I JUST WANNA XXX YOU (2021 Remaster)」  |      |            | 4:15 |
| 4.  | 「STRIKER (2021 Remaster)」               |      |            | 5:54 |
| 5.  | 「KEEP HOPE ALIVE (2021 Remaster)」       |      |            | 4:04 |
| 6.  | 「I WILL (2021 Remaster)」                |      |            | 5:37 |
| 7.  | 「WHAT iS LOVE (2021 Remaster)」          |      |            | 5:32 |
| 8.  | 「I CANT SAY I LIKE YOU (2021 Remaster)」 |      |            | 3:35 |
| 9.  | 「PRIME TIME (2021 Remaster)」            |      |            | 5:43 |
| 10. | 「CLOSE THE GATE (2021 Remaster)」        |      |            | 1:35 |

## ツアーについて
capsuleは前述のアルバム『WORLD OF FANTASY』のリリース全国クラブツアーツアー『capslue "KILLER WAVE" RELEASE PARTY』を、2011年春に開催予定だった。しかし先述のとおり東北地方太平洋沖地震の影響で全公演が同年夏に延期され、さらに『capsule "WORLD OF FANTASY" RELEASE PARTY』に改題。
映像や音源の販売は行われていない。

### 日程について

#### 『capslue "KILLER WAVE" RELEASE PARTY』
| 公演日        | 会場                     |
| ------------- | ------------------------ |
| 2011年4月2日  | 金沢AFTERHOURS           |
| 2011年4月28日 | 名古屋ダイアモンドホール |
| 2011年4月29日 | 福岡O/D                  |
| 2011年5月7日  | 仙台RIPPLE               |
| 2011年5月20日 | alife Sapporo            |
| 2011年5月21日 | 名村造船所跡地           |
| 2011年7月8日  | 新木場ageHa              |

#### 『capsule "WORLD OF FANTASY" RELEASE PARTY』
| 公演日        | 会場                     |
| ------------- | ------------------------ |
| 2011年6月3日  | 名古屋ダイアモンドホール |
| 2011年7月1日  | 福岡O/D                  |
| 2011年7月8日  | 新木場ageHa              |
| 2011年7月15日 | 仙台RIPPLE               |
| 2011年7月16日 | 金沢AFTERHOURS           |
| 2011年7月22日 | alife Sapporo            |
| 2011年7月30日 | 名村造船所跡地           |

## 収録作品について

### ベスト・アルバム
- 『capsule rewind BEST-1 2012-2006』（2013年3月6日）（#2,4[20]）

### 音楽ゲーム
- jubeat copious(KONAMI) -（#9[21]）